# Szazam Safin
Szazam Siergiejewicz Safin (ros. Шазам Сергеевич Сафин, ur. 7 kwietnia 1932 w Koczko-Pożarkach, zm. 23 marca 1985 w Moskwie) – radziecki zapaśnik, medalista igrzysk olimpijskich w 1952 roku.

## Letnie Igrzyska Olimpijskie 1952
| Konkurencja             | Runda grupowa        | Runda grupowa        | Runda grupowa          | Runda grupowa       | Runda grupowa             | Runda grupowa | Finały               | Klas. końcowa |
| Konkurencja             | Przeciwnik I         | Przeciwnik II        | Przeciwnik III         | Przeciwnik IV       | Przeciwnik V              | Przeciwnik VI | Finały               | Miejsce       |
| ----------------------- | -------------------- | -------------------- | ---------------------- | ------------------- | ------------------------- | ------------- | -------------------- | ------------- |
| styl klasyczny do 67 kg | Raif Akbulut (TUR) W | Aage Eriksen (NOR) W | Jack Rasmussen (DNK) W | Dumitru Cuc (ROU) W | Mikuláš Athanasov (CSK) W | walkower W    | Gustav Freij (SWE) W | 1.            |

## Mistrzostwa świata w zapasach
Safin był brązowym medalistą mistrzostw świata w 1953 w Neapolu w tej samej kategorii do 67 kg.